# Kŭmya
Kŭmya (kor. 금야군, Kŭmya-gun) – powiat w Korei Północnej, w prowincji Hamgyŏng Południowy. W 2008 roku liczył 211 140 mieszkańców. Graniczy z powiatami Yodŏk i Chŏngp’yŏng od północy, Kowŏn od południa, a także z regionem Sudong od zachodu. Przez powiat przebiega najdłuższa w kraju 819-kilometrowa linia P’yŏngna, łącząca stolicę Korei Północnej, Pjongjang, ze znajdującą się w północno-wschodniej części kraju specjalną strefą ekonomiczną Rasŏn.

## Historia
Przed wyzwoleniem Korei spod okupacji japońskiej tereny należące do powiatu składały się z 13 miejscowości (kor. myŏn) i aż 281 wsi (kor. ri). Do marca 1977 roku powiat nosił nazwę Yŏnghŭng. W obecnej formie powstał w wyniku gruntownej reformy podziału administracyjnego w grudniu 1952 roku. W jego skład weszły wówczas tereny należące wcześniej do miejscowości Yŏnghŭng, Ŏkki, Janghŭng, Sunnyŏng (29 wsi), Jinp'yŏng (5 wsi), Hoengch'ŏn (1 wieś) oraz Inhŭng (1 wieś). W styczniu 1974 roku do powiatu Kŭmya w całości przyłączono powiat Inhŭng. W maju 1986 roku powiat powiększył się o należące wcześniej do powiatu Yodŏk wsie Ryongnam, Ryong'am, Ryongch’ŏn i Ryongsang.

## Podział administracyjny powiatu
W skład powiatu wchodzą następujące jednostki administracyjne:
| Nazwa jednostki administracyjnej | Rodzaj jednostki administracyjnej | Chosŏn’gŭl     | Hancha         |
| -------------------------------- | --------------------------------- | -------------- | -------------- |
| Kŭmya-ŭp                         | miasteczko                        | 금야읍         | 金野邑         |
| Kaljŏn-rodongjagu                | dzielnica robotnicza              | 갈전로동자구   | 葛田勞動者區   |
| Inhŭng-rodongjagu                | dzielnica robotnicza              | 인흥로동자구   | 仁興勞動者區   |
| Kajin-rodongjagu                 | dzielnica robotnicza              | 가진로동자구   | 加進勞動者區   |
| Kwangmyŏngsŏng-rodongjagu        | dzielnica robotnicza              | 광명성로동자구 | 光明星勞動者區 |
| Sahyŏn-ri                        | wieś                              | 사현리         | 社峴里         |
| Ryongwŏn-ri                      | wieś                              | 룡원리         | 龍源里         |
| Munha-ri                         | wieś                              | 문하리         | 文下里         |
| Sangjung-ri                      | wieś                              | 상중리         | 上中里         |
| Jungnam-ri                       | wieś                              | 중남리         | 中南里         |
| Yŏngp'ung-ri                     | wieś                              | 영풍리         | 永豊里         |
| Saedong-ri                       | wieś                              | 새동리         | 새동里         |
| Solpat-ri                        | wieś                              | 솔밭리         | 솔밭里         |
| Kinjae-ri                        | wieś                              | 긴재리         | 긴재里         |
| P'ungnam-ri                      | wieś                              | 풍남리         | 豊南里         |
| P’yŏnghwa-ri                     | wieś                              | 평화리         | 平和里         |
| Ponghŭng-ri                      | wieś                              | 봉흥리         | 鳳興里         |
| Ryangt'an-ri                     | wieś                              | 량탄리         | 兩灘里         |
| Tŏksan-ri                        | wieś                              | 덕산리         | 德山里         |
| Sŏngjae-ri                       | wieś                              | 성재리         | 成在里         |
| Haejung-ri                       | wieś                              | 해중리         | 海中里         |
| Kuryong-ri                       | wieś                              | 구룡리         | 九龍里         |
| Jinhŭng-ri                       | wieś                              | 진흥리         | 鎭興里         |
| Hŭngp'yŏng-ri                    | wieś                              | 흥평리         | 興坪里         |
| Jŏngdong-ri                      | wieś                              | 정동리         | 正洞里         |
| Sinsŏng-ri                       | wieś                              | 신성리         | 新成里         |
| Suwŏn-ri                         | wieś                              | 수원리         | 水院里         |
| Pongsan-ri                       | wieś                              | 봉산리         | 鳳山里         |
| Pidan-ri                         | wieś                              | 비단리         | 緋緞里         |
| Kŭmp'ung-ri                      | wieś                              | 금풍리         | 金豊里         |
| Ch'ŏngdong-ri                    | wieś                              | 청동리         | 淸洞里         |
| P'ungdong-ri                     | wieś                              | 풍동리         | 豊洞里         |
| Paeksan-ri                       | wieś                              | 백산리         | 白山里         |
| Donghŭng-ri                      | wieś                              | 동흥리         | 東興里         |
| Jiin-ri                          | wieś                              | 지인리         | 智仁里         |
| Jakdong-ri                       | wieś                              | 작동리         | 鵲洞里         |
| Onjŏng-ri                        | wieś                              | 온정리         | 溫井里         |
| Songjae-ri                       | wieś                              | 송재리         | 송재里         |
| Pŏmp'o-ri                        | wieś                              | 범포리         | 범浦里         |
| Taeŭng-ri                        | wieś                              | 대응리         | 大應里         |
| Sambong-ri                       | wieś                              | 삼봉리         | 三峰里         |
| Kŭmsa-ri                         | wieś                              | 금사리         | 金沙里         |
| Jungdong-ri                      | wieś                              | 중동리         | 中東里         |
| Sindang-ri                       | wieś                              | 신당리         | 新塘里         |
| Jinsu-ri                         | wieś                              | 진수리         | 鎭峀里         |
| Ryongsan-ri                      | wieś                              | 룡산리         | 龍山里         |
| Kwangdŏk-ri                      | wieś                              | 광덕리         | 廣德里         |
| Andong-ri                        | wieś                              | 안동리         | 安東里         |
| Ryŏndong-ri                      | wieś                              | 련동리         | 蓮洞里         |
| Ch'ŏngbaek-ri                    | wieś                              | 청백리         | 靑白里         |
| Hodo-ri                          | wieś                              | 호도리         | 虎島里         |
| Ryongsang-ri                     | wieś                              | 룡상리         | 龍上里         |
| Ryongch’ŏn-ri                    | wieś                              | 룡천리         | 龍川里         |
| Ryongnam-ri                      | wieś                              | 룡남리         | 龍南里         |
| Ryong'am-ri                      | wieś                              | 룡암리         | 龍岩里         |